# Micronautas (cómic)
Los Micronautas son cómics que presentan un grupo de personajes basados en la línea de juguetes Mego Micronautas. El primer título fue publicado por Marvel Comics en 1979, tanto con personajes originales como con personajes basados en los juguetes. Marvel publicó dos series de Micronauts, en su mayoría escritas por Bill Mantlo, hasta 1986, mucho después de que la línea de juguetes fuera cancelada en 1980. En la década de 2000, Image Comics y Devil's Due Publishing publicaron brevemente su propia serie de Micronauts. Byron Preiss Visual Publications también publicó tres novelas de bolsillo basadas en Micronautas. En 2016, IDW Publishing publicó una nueva serie de cómics. Una versión cinematográfica de acción real de los Micronautas fue desarrollado por Hasbro Studios y Paramount en 2015.
En 2023, Marvel volvió a tener la licencia por parte de Hasbro para volver a publicar la franquicia.

## Historial de publicaciones

### Marvel Comics
Los Micronautas comenzaron su vida como personajes de historietas gracias a un accidente fortuito en la Navidad de 1977. Adam, el hijo del escritor de Marvel Comics, Bill Mantlo, abrió un nuevo regalo, una línea de figuras de acción de Micronautas de Mego Corporation. Al ver los juguetes, Mantlo se inspiró instantáneamente para escribir sus aventuras. Al convencer al entonces editor en jefe Jim Shooter para que obtuviera la licencia de cómics para estos juguetes, Mantlo fue contratado para escribir el guion de su serie.
La primera serie de Micronauts se desarrolló entre enero de 1979 y agosto de 1984 e incluyó 59 números y dos anuales. La serie fue escrita por Bill Mantlo y contó con el arte de Michael Golden. Otros artistas de la serie incluyeron a Howard Chaykin, Steve Ditko, Rich Buckler, Pat Broderick, Val Mayerik, Keith Giffen, Greg LaRocque, Gil Kane, Luke McDonnell, Mike Vosburg, Butch Guice y Kelley Jones. Micronauts, junto con Moon Knight y Ka-Zar the Savage, se convirtió en una de las primeras series en curso de Marvel en distribuirse exclusivamente a las tiendas de cómics a partir del número 38 (febrero de 1982).
En el Reino Unido, The Micronauts se incluyó por primera vez como una tira de apoyo en el cómic Star Wars Weekly de Marvel UK en enero de 1979 durante varios meses y luego en los primeros nueve números de Star Heroes Pocketbook, junto con Battlestar Galactica, antes de unirse al nuevo Future Tense antología de reimpresión. A diferencia de la versión estadounidense, estas tiras se imprimieron en blanco y negro.
La serie limitada de cinco números de Micronauts Special Edition (diciembre de 1983 a abril de 1984) reimprimió los números 1 a 12 y una función de respaldo del n. ° 25. La serie limitada de cuatro números de X-Men and the Micronauts (enero de 1984 a abril de 1984) fue coescrita por Mantlo y Chris Claremont y dibujada por Butch Guice.
El segundo volumen de Micronauts, subtitulado The New Voyages, se publicó entre octubre de 1984 y mayo de 1986 y se publicó en 20 números. La serie fue escrita por Peter B. Gillis y contó con obras de arte al principio de su carrera de Kelley Jones. Después de esta serie, la licencia de Marvel caducó.
Desde finales de la década de 1990, los personajes Marionette, Arcturus Rann y Bug (todas propiedades de Marvel) han aparecido en varios títulos de Marvel (sin hacer referencia a la etiqueta Micronauts). Bug ha aparecido en un one-shot en solitario y junto con el héroe cósmico Star-Lord, como parte de una nueva encarnación de los Guardianes de la Galaxia.

### Image Comics
En junio de 2002, Image Comics publicó una nueva serie de once números antes de su cancelación en septiembre de 2003. El mismo año vio una serie limitada de cuatro números que presentaba el origen de Baron Karza y su relación con la entidad Time Traveler.

### Devil's Due Publishing
En marzo de 2004, Devil's Due Publishing lanzó una nueva serie, mezclando nuevos personajes con los basados en la línea de juguetes. La serie se publicó en tres números y contó con el arte del ex artista de Micronauts, Pat Broderick. Se solicitaron más números, pero nunca aparecieron en los estantes a pesar de que se publicaron algunas portadas.

### Editorial IDW
En 2015, IDW Publishing adquirió los derechos de publicación de Hasbro para producir nuevos cómics para Micronautas y Rom el Caballero Espacial, ambos anteriormente popularizados por Marvel como propiedades con licencia. IDW lanzó el primer número de su serie Micronauts en abril de 2016, con guiones de Cullen Bunn y arte de David Baldeon. El cómic se publicó durante once números de 2016 a 2017. Le siguieron dos miniseries de cinco números, Micronauts: Wrath of Karza y Rom & the Micronauts, que se lanzaron entre 2017 y 2018.
IDW también presentó a los Micronautas de manera prominente en su épica crossover: Revolution. Lanzado de septiembre a noviembre de 2016, el crossover presentaba personajes de varias líneas de juguetes con licencia de IDW, como Transformers y GI Joe. La línea principal presentaba un número de vista previa y cinco números regulares, además de ocho números de conexión de una sola toma en las diversas líneas, uno de los cuales era Micronauts: Revolution.

## Historia ficticia del equipo

### Versión de Marvel Comics
Los Micronautas se originan en el Microverso, un universo microscópico lleno de planetas extraños como el Planeta Madre habitado por humanos, que se compone de diversos hábitats esféricos que están unidos entre sí a la manera de una cadena molecular. El equipo original se une en respuesta a la amenaza planteada por el Barón Karza, un ex académico barbudo y calvo convertido en un dictador inmortal asesino con armadura negra, que obtuvo el control de Homeworld a través de la creación de Body Banks, donde se realizan trasplantes de cerebro que prolongan la vida, los ricos y alteraciones genéticas inhumanas en los pobres.
El comandante Arcturus Rann regresó de un viaje espacial de mil años en animación suspendida con Biotron, su robot copiloto en el HMS (Homeworld Micro Ship) Endeavour, para descubrir que Karza ha asesinado a la familia real, descendientes de los padres de Rann, Dallan y Sepsis, quienes ahora son adorados como dioses virtuales. Lo que sigue es una guerra épica en el Microverso que enfrenta a Rann y sus aliados contra Karza.
Además de Biotron, el equipo de "Micronautas" de Rann incluye a la Princesa Mari de Homeworld, quien, con su hermano, el Príncipe Argon, son los únicos sobrevivientes de la familia real masacrada de Homeworld. Conocida por el equipo como Marionette, se enamora de Rann y en ocasiones lidera el equipo. Los gladiadores alienígenas Acroyear y Bug también se unen a la causa de Rann, y aunque son completamente diferentes, uno un noble príncipe guerrero vestido con armadura y el otro un bromista ladrón insectoide, los dos se convierten en los mejores amigos y aliados incondicionales de todos los Micronautas. El último miembro del equipo original es Microtron, el robot tutor de Mari. Aunque pequeño, Microtron es un personaje de estilo R2-D2 muy ingenioso y muy solidario con todos los miembros del equipo.
Atravesando el Spacewall, una barrera de energía entre el Microverso y nuestro universo mucho más grande, y quedando atrapados por un tiempo en la Tierra donde crecen al tamaño de figuras de acción, el equipo se encuentra con el adolescente de Florida Steve Coffin, de tamaño gigante para ellos. su padre ex-astronauta Ray (quien se transforma brevemente en el primer Capitán Universo), el Hombre Cosa y el malvado científico cyborg Profesor Prometheus antes de regresar al Microverso.
Después de una serie de batallas contra Karza (quien, entre sus muchos otros poderes, puede convertirse en un centauro y disparar sus puños como cohetes) y su ejército de perros soldados viciosos y obedientes creados genéticamente, los Micronautas triunfan y Karza aparentemente muere. Rann puede reclamar la victoria debido a la posesión de Enigma Force, una fuente de energía semi-sensible que se unió a él durante su período de animación suspendida y apareció en forma de entidades verdes flotantes y brillantes conocidas como los Viajeros del tiempo, lo que permite él para realizar hazañas increíbles. Luego, el equipo se encuentra con el equipo de superhéroes Los 4 Fantásticos, que ha viajado a una región diferente del Microverso para luchar contra el villano Psycho-Man. El amor de Bug, Jasmine, muere durante el clímax de la batalla. Poco después de este encuentro, los Micronautas vuelven a quedar atrapados en la Tierra, con un tamaño muy reducido.
Después de los encuentros con los villanos Hombre Planta y Hombre Molécula el equipo lucha contra Mentallo y Fixer, quienes se han aliado con la organización HYDRA. Junto con una de las personas de Acroyear, Dagon, el equipo descubre que los villanos y HYDRA están secretamente bajo el control del Barón Karza, quien puede resucitarse poniendo su mente en el cuerpo del Príncipe Argon. Argon también fue convertido en un centauro cyborg por Body Banks, que lo combinó con su caballo Oberon. Aunque la organización S.H.I.E.L.D. y varios representantes de las razas del Microverso ayudan a los Micronautas a derrotar finalmente a Karza, la batalla es costosa. Biotron es destruido por Dagon, quien se revela como un agente de Karza; la Reina de Kaliklak, el planeta natal de Bug, muere en batalla; Rann entra en coma y el traidor hermano albino de Acroyear, el príncipe Shaitan, muere invocando a Worldmind, el poder paralelo a Enigma Force que sostiene su propio planeta natal, Spartak. Desesperado, Acroyear se une a Worldmind para derrotar a Karza, pero al hacerlo destruye su mundo.
Mientras intentan despertar a Rann, los restos del equipo tienen un encuentro con el demonio Pesadilla y descubren accidentalmente que el Microverso se está desmoronando. Una advertencia en la mente de Rann revela que tres llaves restaurarán el equilibrio del Microverso. El equipo se embarca en una nueva búsqueda en tres nuevas regiones del Microverso: Oceanía, Polaria y Dead Zone. Los Micronautas finalmente tienen éxito y también adquieren varios compañeros de equipo, incluido el bestial Devil y su compañero Fireflyte y el robot Nanotron.
Surge un nuevo problema cuando el Príncipe Argon, que se convierte en un tirano después de ponerse la sagrada armadura blanca del legendario Comandante de la Fuerza, comienza a mostrar paranoia con respecto a los Micronautas y finalmente envía un Escuadrón de la Muerte alienígena especial para matarlos. Los Micronautas derrotan a la unidad y luego se encuentran con el mutante Nightcrawler y luchan contra un nuevo enemigo llamado Huntarr. Huntarr había sido diseñado genéticamente en un arma viviente virtualmente indestructible por Argon para destruir a los Micronautas, pero Marionette le hace ver que Argon simplemente lo está usando.
Sigue una guerra contra Argon y sus fuerzas, con varios seres de varios lugares del Microverso, incluida la ex prometida de Argon, la hermosa líder rebelde Slug y el príncipe Pharoid de Aegypta y su fiel lugarteniente Margrave, que se unen al equipo en un intento por detener a Argón. Después de varios encuentros más con seres como el tirano Doctor Doom la heroína Avispa, y el villano Arcade, Microtron y Nanotron se sacrifican para reanimar la conciencia de Biotron en la nueva nave de los Micronautas, la Bionave. Finalmente se revela que Argon está controlado por el espíritu del Barón Karza, quien regresa una vez más.
Karza mata a Argon y les da a los Micronautas una aplastante derrota al matar a Devil, Pharoid, Slug y Margrave. Después de reagruparse y una serie de escaramuzas, los Micronautas restantes confrontan y derrotan a Karza de una vez por todas.

#### Los Micronautas: Los Nuevos Viajes
Cansados de la guerra, los Micronautas sobrevivientes dejan atrás el conocido Microverso (que al mirar hacia atrás descubren que se parece a una galaxia con forma de hélice de ADN) y se embarcan en un viaje de exploración. Finalmente descubren la verdadera naturaleza del Microverso y, en un acto final que restaura su mundo en ruinas, se sacrifican para repoblar los planetas.

## Miembros del equipo
- Acroyear - ex-gobernante estoico y superfuerte que empuña una espada de energía de los Acroyears vestidos con armaduras del duro y rocoso planeta Spartak.
- Biotron - alto y fornido, el primero de los robotoides en parte máquina, en parte orgánicos que acompañaron a Arcturus Rann en su misión de 1000 años. El leal y confiable copiloto del H.M.S. Endeavour fue destruido y luego resucitado en forma gigante como una nave estelar inteligente conocida como Bionave.
- Bug - un maestro ladrón bromista que es un insectívoro verde con cabeza de antena del planeta Kaliklak. Armado con su lanza-cohete y tan ágil como un trepamuros como Spider-Man, Bug tiende a "tik" cuando habla y le encanta comer caracoles.
- Cilicia - madre del hijo de Acroyear y su ex prometida, que se volvió contra él cuando se vio obligado a destruir el Spartak para mantenerlo fuera del alcance del enemigo.
- Devil - muy inteligente e ingenioso, miembro parecido a una Bestia de una raza de pelaje rojo magenta de simioides salvajes con orejas de gato y patas de perro de las junglas de Tropica en Homeworld.
- Fireflyte - diminuto duende cantor que forma parte de una raza parecida a un hada con alas de mariposa que brilla intensamente y que está vinculada tanto a la Fuerza Enigma como al ciclo de vida de las especies del Diablo.
- Huntarr - anteriormente, el joven rebelde de los barrios marginales Iann-23, que fue mutado en los Bancos de Cuerpos y le lavaron el cerebro para que atacara a los Micronautas. Sin embargo, después de ser liberado del control mental del Príncipe Argon, se unió al equipo para poder vengarse de haber sido convertido en una monstruosidad sin rostro con botas de metal con la capacidad de base biológica para hacer crecer armas o cualquier otra cosa requerida de su horrible y altamente cuerpo maleable de color ámbar.[41]
- Marionette - la princesa Mari, hermosa luchadora rebelde acrobática que es hija de los gobernantes asesinados de Homeworld y hermana del héroe convertido en villano, el príncipe Argon.
- Microtron - el pequeño y leal roboide personal de Marionette, cuyo ingenioso cerebro informático y brazos de pinza extensibles siempre resultan útiles.
- Nanotron - pequeño robotide femenino dorado de un solo ojo que se desempeñó como asistente amoroso de Microtron.
- Pharoid - Príncipe de Aegyptia (también conocido como Sand Zone) y guardián del "cetro estelar". Leal a la causa de los Micronautas, se une a la lucha para liberar todas las zonas del Homeworld.
- Arcturus Rann - heroico explorador y planeador espacial con alas giratorias que regresó de una misión de 1000 años solo para descubrir que su antiguo maestro, Karza, se había apoderado de su mundo y se había convertido en un déspota al estilo de Darth Vader mientras estaba fuera.
- Scion - descendiente de piel metálica de los misteriosos Makers y Savior del Microverso. Encontrado originalmente como un huevo que irradiaba suficiente energía para impulsar una nave espacial, se convirtió en una grotesca criatura parecida a un escorpión con un gran cerebro antes de evolucionar primero a un hermoso humanoide alado y luego a un poderoso Primer Ser cuyas moléculas renacer como un ser vivo individual.[42]
- Solitaire - un ser principal altamente manipulador con poderes metamórficos y curativos, primero ella tomó la forma de una versión insectívora de piel verde de la encantadora marioneta rubia para seducir a Bug para que la ayudara a unirse al equipo. Solitaire luego se convirtió en una versión sexy y con poca ropa de Sepsis, la madre de cabello oscuro del comandante Rann.[43]

## Los Microns
Años más tarde, Arcturus, Marionette y Bug (todas propiedades de Marvel) reaparecen como un equipo llamado Microns. Ayudan al mutante Cable cuando el científico Psycho-Man secuestra a la cambiante Copycat. Ellos luchan contra el habitante del Microverso, el Barón Zebek de Aegyptus, junto con el súper equipo visitante Alpha Flight y luego ayudan a Rick Jones y al Capitán Marvel durante sus aventuras en el Microverso. En otra historia en gran parte no contada, también vuelven a formar equipo con los X-Men contra el Barón Karza, que había renacido recientemente, y su aliado Thanos, que buscan fusionar varios de los universos subatómicos. Arcturus Rann y la Princesa Mari se involucraron en la invasión Psyklop de K'ai, el mundo natal de Jarella.

## Otras versiones
- En 1997, Marvel aceptó un reinicio propuesto de Micronauts como una nueva serie escrita por Shon C. Bury, dibujada a lápiz por Cary Nord y entintada por Dan Green, usando nuevos diseños de personajes basados en los personajes originales.[48] Se escribieron guiones para cinco números y se escribieron a lápiz tres números, aunque el titular de los derechos de autor, Abrams/Gentile Entertainment, no concedió a Marvel la licencia de Micronautas, lo que obligó a cancelar la serie.[49][50]
- Los Micronautas juegan un papel en la serie Marvel's Earth X.

## Ediciones recopiladas
El primer arco narrativo de cinco números de la serie Image se ha recopilado en un libro de bolsillo comercial:
- Micronauts Vol. 1: Revolution (112 pages, Image Publishing, Junio 2003, ISBN 1-58240-311-2)

## En otros medios

### Figuras de acción
A partir de 2005, AGE otorgó permiso a SOTA (State of the Art) Toys para producir figuras de acción de Micronauts rediseñadas como Micronauts Evolution, con arte conceptual de Randy Queen. El presidente de SOTA, Jerry Macaluso, expresó interés en un nuevo cómic basado en las figuras.

### Serie de televisión animada
En 1998, AGE, Annex Entertainment, Gribouille y Kaleidoscope Media Group planearon producir una serie animada de Micronauts que comenzara con una miniserie de cinco partes para transmitirse en Sci Fi Channel en el otoño de 1998, seguida de una serie animada de Micronauts de 26 episodios sindicada para 1999, con figuras de acción y un cómic relacionado con Marvel anunciado. El proyecto parece estar archivado o cancelado.
Boulder Media (una subsidiaria de Hasbro) planeó desarrollar una nueva serie animada de Micronauts, pero el proyecto se retrasó indefinidamente ya que Hasbro vendió Boulder Media a la compañía de medios australiana Princess Pictures en 2022. Según el escritor Eric Rogers, se produjeron 52 episodios de la serie y se confirmó que la serie recibió una deducción de impuestos.

### Películas

#### Universo Cinematográfico de Marvel
El mundo natal de los Micronautas, el Microverso, aparece en la película Ant-Man (2015). La dimensión aparece en una escena en la que Scott Lang/Ant-Man se vuelve subatómico para derrotar al villano Darren Cross/Yellowjacket. Lang manipula su traje para sabotear el traje de Darren y accidentalmente comienza a encogerse continuamente en lo que Hank Pym llama el "Reino Cuántico". Mientras está dentro del Microverso, Lang ve destellos de la esposa perdida de Pym, que se presume muerta, Janet van Dyne / Avispa (que previamente se había vuelto subatómica para destruir un misil nuclear soviético). Anteriormente se creía que era simplemente una de las teorías de Pym, pero la entrada de Lang en el Microverso es un punto clave de la trama y sugiere el futuro de las aventuras del Universo Cinematográfico de Marvel en dimensiones y realidades alternativas siendo ampliamente explorada en Doctor Strange (2016). El escape de Lang de la dimensión le da a Pym la esperanza de que algún día pueda volver a ver a su esposa. El reino apareció nuevamente en Ant-Man and the Wasp (2018), donde Hank Pym encuentra a su esposa nuevamente y tiene éxito en su misión. En Avengers: Endgame (2019), Lang, junto con el equipo, usan el reino para viajar en el tiempo y obtener las 6 Gemas del Infinito para revertir el efecto del chasquido de Thanos. En Ant-Man and the Wasp: Quantumania (2023), Lang, Hope, Janet, Hank y Cassie son absorbidos por el Reino Cuántico al encontrar seres habitantes, gobernados por Kang el Conquistador.

#### Desarrollos de largometrajes
- Después de que Hasbro adquirió los derechos de la línea de juguetes Micronauts, Paramount Pictures, junto con J. J. Abrams, estaba en negociaciones para desarrollar una versión cinematográfica de la franquicia en 2009.[61] El proyecto planeado avanzó poco, aunque en noviembre de 2015, Paramount dijo que todavía estaba planeando una adaptación cinematográfica de Micronauts.[62] Más tarde en diciembre, tanto Hasbro como Paramount estaban planeando un universo cinematográfico combinando Micronautas con G.I. Joe, Visionarios: Caballeros de la Luz Mágica, M.A.S.K. y Rom.[63] Varios escritores, como Michael Chabon, Brian K. Vaughan, Nicole Perlman, Lindsey Beer, Cheo Coker, John Francis Daley, Jonathan Goldstein, Joe Robert Cole, Jeff Pinkner, Nicole Riegel y Geneva Robertson-Dworet.[64][65][66] En 2019, Dean DeBlois se incorporó para escribir y dirigir la película.[67] Para noviembre de 2020, Paramount eliminó la película de su calendario de estreno.[68]

### Novelas
El relanzamiento de Image Comics en 2002 fue seguido el mismo año por Micronauts: The Time Traveler Trilogy, una colección de tres novelas de bolsillo publicadas por Byron Preiss Visual Publications y escritas por Steve Lyons.